# Лапшов, Николай Прокофьевич
Никола́й Проко́фьевич Лапшов (2 февраля 1914, Тамбовская губерния — 20 января 1945, Польша) — Герой Советского Союза, участник Великой Отечественной войны, танкист, старший лейтенант.

## Биография
Родился 2 февраля 1914 года в селе Малашевка Кузьминской волости Липецкого уезда Тамбовской губернии Российской империи (ныне Липецкого района Липецкой области Российской Федерации). Шестой ребёнок в семье. В 1915 году на фронте Первой мировой войны погиб его отец.
По окончании школы работал в колхозе учётчиком-счетоводом, в 1936—1938 годах отслужил в Красной армии. В 1938 году поступил слесарем в депо на станции Отрожка в Воронеже. Работал кочегаром, помощником машиниста, а перед самой войной машинистом. С марта 1940 года член ВКП(б).

### Великая Отечественная война
Вторично призван в армию 23 июня 1941 года. Воевал в танковых частях членом экипажа, командиром танка «Т-34», затем командиром танкового взвода. В 1943 году окончил курсы усовершенствования командного состава. Воевал на Центральном и 1-м Белорусском фронтах в составе 95-й танковой бригады 9-го танкового корпуса.
25 июня 1944 года 3-й танковый батальон бригады форсировал реки Березину и Друть и прорвал глубоко эшелонированную оборону противника и в значительной степени обеспечил окружение пяти вражеских дивизий в районе Бобруйска. Взвод Н. Лапшова участвовал в отражении 8 контратак противника, уничтожив 5 орудий, 1 самоходное орудие «Фердинанд», 5 «Тигров», 5 танков Pz.Kpfw. III, 24 автомашины, 2 тягача, 8 бронемашин, 3 мотоцикла, уничтожил и взял в плен 230 солдат и офицеров. 13 июля 1944 года Н. Лапшов был награждён орденом Отечественной войны 2-й степени. Затем бригада принимала участие в освобождении Минска и Слонима, первой ворвались в Брест. В это время Н. Лапшову было присвоено звание старшего лейтенанта.
Особо отличился в Польше в ходе Варшавско-Познанской наступательной операции. В ходе начала наступления, 14—20 января 1945 года, умело действовал в разведывательном отряде бригады при освобождении городов Радом и Лодзь. Находясь в оперативном тылу противника, взвод обеспечил продвижение советских войск примерно на 100 километров. Его экипажем в ночь на 16 января уничтожил 4 танка Т-3, 2 танка Т-4, 9 самоходных орудий, около 90 автомашин и до 200 солдат и офицеров противника. В ходе преследования было захвачено до 400 автомашин с грузом, взято в плен около 300 человек.

### Смерть
20 января погиб, находясь в очередной разведке у польского местечка Ласк. В ходе боя у его танка кончились снаряды и в ход было пущено личное оружие экипажа. Н. Лапшов, стоя на броне машины, руководил боем погиб при попадании в танк снаряда. Его партбилет, пробитый осколком, хранится в музее.
Похоронен в городе Здуньска-Воля, там же установлен обелиск. В 2010 году в честь 65-летия победы в родной деревне Малашевке ему поставлен памятник, главная улица деревни носит имя Лапшова.

## Награды
Указом Президиума Верховного Совета СССР от 27 февраля 1945 года старшему лейтенанту Лапшову Николаю Прокофьевичу посмертно присвоено звание Героя Советского Союза. Один из танковых экипажей части, в которой он воевал, носит его имя.